# Joseph Bernardo
Joseph Bernardo   (Alger, 31 de maig de 1929 - 7è districte, 6 de desembre de 2023) va ser un nedador francès especialista en estil lliure que va competir durant les dècades del 1940 i 1950.

## Biografia
El 1948 va prendre part en els Jocs Olímpics d'Estiu de Londres, on disputà tres proves del programa de natació. Guanyà la medalla de bronze en els 4x200 metres lliures, formant equip amb René Cornu, Henri Padou Jr. i Alexandre Jany, mentre en els 400 i 1.500 metres lliures quedà eliminat en sèries. Quatre anys més tard, als Jocs de Hèlsinki, tornà a disputar tres proves del programa de natació. Revalidà la medalla de bronze en els 4x200 metres lliures, formant equip amb Jean Boiteux, Aldo Eminente i Alexandre Jany. En els 1.500 metres lliures fou cinquè, mentre en els 400 metres lliures quedà eliminat en sèries.
En el seu palmarès també destaquen una de plata i una de bronze al Campionat d'Europa de natació de 1950, una d'or i dues de plata als Jocs del Mediterrani de 1951 i cinc campionats nacionals, un dels 400 metres lliures (1953) i quatre dels 1.500 metres lliures (1949, 1952, 1953 i 1954).